# إليانور أميرة بلجيكا
إليانور أميرة بلجيكا (إسمها الكامل:إلينور فابيولا فيكتوريا آن ماري، من مواليد 16 أبريل 2008) هي الابنة الثانية والصغرى لفيليب ملك بلجيكا وزوجته الملكة ماتيلد وتعتبر الرابعة في ترتيب ولاية العرش في بلجيكا بعد إخوتها الأكبر سنا.

## عن حياتها
إليانور لديها ثلاث أخوة أكبر منها وهم الأميرة إليزابيث، دوقة برابانت، جبرائيل أمير بلجيكا، وإيمانويل أمير بلجيكا. تعتبر الحفيدة الثانية عشر والصغرى لـ ملك ألبرت الثاني والملكة باولا. ولدت الأميرة في تمام الساعة الرابعة وخمسين دقيقة في يوم 16 أبريل 2008 في مستشفى ايراسموس في آندرلخت .